# Axel Berg (Diplomat)
Axel Berg (* 19. Mai 1951 in Frankfurt am Main) ist ein deutscher Diplomat im Ruhestand. Von 2008 bis 2011 war er Botschafter in der Schweiz und Liechtenstein und von 2012 bis 2016 Botschafter in Norwegen.

## Biografie
1969 begann Berg ein Jurastudium an der Universität Heidelberg, das er 1974 mit dem 1. Juristischen Staatsexamen abschloss. Anschließend war er Wissenschaftlicher Mitarbeiter am Max-Planck-Institut für ausländisches öffentliches Recht und Völkerrecht in Heidelberg; von 1977 bis 1979 absolvierte er sein Rechtsreferendariat (2. Juristisches Staatsexamen). 1983 verließ er die Universität und wechselte in den Höheren Auswärtigen Dienst. 
Nach dem Attaché-Lehrgang begann er als Referent in der Zentralabteilung und wechselte 1986 als Referent für Wirtschaftspolitik an die Botschaft Peking. 1987 wurde er an der Juristischen Fakultät der Universität Heidelberg zum Dr. iur. utr. promoviert. 1989 wechselte Berg als deutscher Vertreter im Rechtsausschuss zur UN-Vertretung New York. 1992 wurde er Referent im Planungsstab des Auswärtigen Amts mit den Schwerpunktgebieten UN, Menschenrechte und Sicherheitspolitik. 1994 wechselte er als Botschaftsrat an die OSZE-Vertretung Wien und kehrte 1996 zurück in die Zentrale des Auswärtigen Amts als Stellvertretender Leiter des „Referats Europäische Union (Grundsatzfragen)“. 2000 leitete Berg den Arbeitsstab für die Regierungskonferenz Nizza (Institutionelle Reformen der EU). Von 2001 an war er Leiter des Referats Europäische Union (Grundsatzfragen). 2002 wurde Berg Beauftragter für Visa- und Zuwanderungsfragen in der Rechtsabteilung und 2003 Stellvertretender Leiter der Europaabteilung.
2005 ging Berg zurück nach Wien als Ständiger Vertreter der Bundesrepublik Deutschland bei der OSZE. Nachfolger wurde der bisherige Chefinspekteur des Auswärtigen Amtes Heiner Horsten.
Von August 2008 an war er als Nachfolger von Andreas von Stechow Botschafter der Bundesrepublik Deutschland in der Schweiz und in Liechtenstein. In diesen Ämtern wurde er im August 2011 von Peter Gottwald abgelöst, der zuvor Beauftragter der Bundesregierung für Fragen der Abrüstung und Rüstungskontrolle war. 
Von 2012 bis zum Eintritt in den Ruhestand 2016 war Berg Botschafter in Norwegen. Seit seinem Eintritt in den Ruhestand engagiert sich Berg für die Internationale Diplomatenausbildung des Auswärtigen Amts und ist deren Programmdirektor für den Internationalen Diplomatenlehrgang.
Berg ist verheiratet und hat zwei Kinder. Seine Tochter Jenny Berg ist Referentin des Generalsekretärs bei der Kulturstiftung der Länder in Berlin.

## Veröffentlichungen
- Der Nordische Rat und der Nordische Ministerrat : Organe für die Zusammenarbeit der nordischen Staaten; eine Darstellung aus rechtlicher Sicht, Lang: Frankfurt am Main u. a. (Europäische Hochschulschriften : Reihe 2; 669) ISBN 3-8204-1026-0